# 454 км (зупинний пункт)
454 кіломе́тр — пасажирська зупинна залізнична платформа Донецької дирекції Донецької залізниці на лінії Ясинувата-Пасажирська — Покровськ. Розташована поблизу селища Каштанове, Ясинуватський район, Донецької області, між станціями Ясинувата-Пасажирська (2 км) та Авдіївка (10 км).
Через військову агресію Росії на сході Україні транспортне сполучення припинене.